# Spokój serca
Spokój serca – album zespołu Czerwone Gitary wydany w 1971 roku nakładem Muzy.

## Lista utworów

### Strona 1
1. "Uwierz mi, Lili" (J. Skrzypczyk, M. Gaszyński, A. Jastrzębiec-Kozłowski)
2. "Nie jesteś ciszą" (S. Krajewski, A. Jastrzębiec-Kozłowski)
3. "Nocne całowanie" (S. Krajewski, W. Pniewski)
4. "Gdy trudno zasnąć" (S. Krajewski, M. Gracz)

### Strona 2
1. "Płoną góry, płoną lasy" (S. Krajewski, J. Kondratowicz)
2. "Jesteś dziewczyno, tęsknotą" (S. Krajewski, K. Dzikowski)
3. "Uczę się żyć" (S. Krajewski, J. Kondratowicz)
4. "Pierwsza noc" (S. Krajewski, M. Gracz)
5. "Spokój serca" (S. Krajewski)

## Twórcy
- Seweryn Krajewski - wokal, gitara
- Bernard Dornowski - wokal, gitara basowa
- Jerzy Skrzypczyk - wokal, perkusja

### Personel
- Wojciech Piętowski - reżyser nagrania
- Halina Jastrzębska-Marciszewska - operator dźwięku
- Marek Karewicz - projekt graficzny